# Wijken en buurten in Wageningen
De Nederlandse gemeente Wageningen is voor statistische doeleinden onderverdeeld in wijken en buurten die onder andere door het CBS en de gemeente gehanteerd worden. 
Wageningen is verdeeld in 12 wijken, elk verdeeld in 2 tot 4 buurten, samen 33 buurten. 
Statistische gegevens van deze buurten zijn bijvoorbeeld beschilkbaar via Statline van CBS

Wijken en buurten Wageningen

| Buurtnaam                           | Buurtcode  | Wijknaam                 | Wijkcode |
| Rietveldbuurt                       | BU02890101 | Noordwest                | WK028901 |
| De Hooilanden                       | BU02890102 | Noordwest                | WK028901 |
| Mondriaanbuurt                      | BU02890103 | Noordwest                | WK028901 |
| Business & Science Park             | BU02890104 | Noordwest                | WK028901 |
| Wageningen Campus en Droevendaal    | BU02890201 | Wageningen Universiteit  | WK028902 |
| De Blauwe Bergen en de Bongerd      | BU02890202 | Wageningen Universiteit  | WK028902 |
| De Weiden                           | BU02890301 | De Weiden en Boomgaarden | WK028903 |
| Boomgaarden                         | BU02890302 | De Weiden en Boomgaarden | WK028903 |
| Tarthorst                           | BU02890401 | De Horsten               | WK028904 |
| Roghorst                            | BU02890402 | De Horsten               | WK028904 |
| Kortenoord-West                     | BU02890501 | Kortenoord               | WK028905 |
| Kortenoord-Oost                     | BU02890502 | Kortenoord               | WK028905 |
| Haarweg                             | BU02890503 | Kortenoord               | WK028905 |
| Marijkebuurt                        | BU02890504 | Kortenoord               | WK028905 |
| Pomona                              | BU02890601 | De Buurt                 | WK028906 |
| Haverlanden                         | BU02890602 | De Buurt                 | WK028906 |
| De Buurt-West                       | BU02890603 | De Buurt                 | WK028906 |
| De Buurt-Oost                       | BU02890604 | De Buurt                 | WK028906 |
| Bovenbuurt                          | BU02890701 | Boven- en Benedenbuurt   | WK028907 |
| Benedenbuurt                        | BU02890702 | Boven- en Benedenbuurt   | WK028907 |
| Nude-buurt                          | BU02890801 | Nude                     | WK028908 |
| Nudepark, Rijnhaven en Industrieweg | BU02890802 | Nude                     | WK028908 |
| Binnenstad                          | BU02890901 | Centrum                  | WK028909 |
| Rustenburg                          | BU02890902 | Centrum                  | WK028909 |
| Veluvia                             | BU02891001 | Veluvia-Hamelakkers      | WK028910 |
| De Dreijen                          | BU02891002 | Veluvia-Hamelakkers      | WK028910 |
| Hamelakkers                         | BU02891003 | Veluvia-Hamelakkers      | WK028910 |
| Wageningen-Hoog                     | BU02891101 | Wageningen-Hoog          | WK028911 |
| Het Binnenveld                      | BU02891201 | Buitengebied             | WK028912 |
| De Eng                              | BU02891202 | Buitengebied             | WK028912 |
| Wageningse Berg                     | BU02891203 | Buitengebied             | WK028912 |
| Oude Nude                           | BU02891204 | Buitengebied             | WK028912 |
| Uiterwaarden                        | BU02891205 | Buitengebied             | WK028912 |

## Buurtnamen volksmond
Naast deze "officiële" buurtnamen zijn er ook andere buurtnamen in gebruik, waaronder:
- Tuindorp
- Lombok (oud)
- Julianabuurt
- Patrimonium
- Irene
- Buitenoord (Kortenoord)
- Tuinwijk (Kortenoord)
- Mozaiekpark (Kortenoord)
- Facetbuurt (Kortenoord)
- Sahara (Hamelakkers)
- Indische Buurt
- Rode Dorp

Deze aanduidingen zijn deels onderling overlappend/inwisselbaar.

## Oude CBS-indeling 2008
De gemeente was in 2008 nog verdeeld in de volgende statistische wijken:
- Wijk 00 Stedelijk gebied (CBS-wijkcode:028900)
- Wijk 01 Landelijk gebied (CBS-wijkcode:028901)

Een statistische wijk kan bestaan uit meerdere buurten. Onderstaande tabel geeft de buurtindeling met kentallen volgens het Centraal Bureau voor de Statistiek (2008):
| CBS-buurtcode | Buurtnaam                                             | Inwonertal | Opp. totaal (ha) | Opp. land (ha) | Ligging                |
| ------------- | ----------------------------------------------------- | ---------- | ---------------- | -------------- | ---------------------- |
| BU02890000    | Oude Stad Binnenstad                                  | 1880       | 23               | 22             | Locatie in de gemeente |
| BU02890001    | Buitenwijk Wageningen-Noord                           | 5660       | 81               | 81             | Locatie in de gemeente |
| BU02890002    | Buitenwijk Wageningen-Oost                            | 2920       | 130              | 130            | Locatie in de gemeente |
| BU02890003    | Buitenwijk Wageningen-West                            | 3980       | 102              | 100            | Locatie in de gemeente |
| BU02890004    | Buitenwijk Wageningen-Noordwest                       | 4250       | 65               | 64             | Locatie in de gemeente |
| BU02890005    | Buitenwijk Tarthorst-Roghorst-Haverlanden             | 4850       | 46               | 46             | Locatie in de gemeente |
| BU02890006    | Buitenwijk Wageningen-Noordoost                       | 4420       | 93               | 93             | Locatie in de gemeente |
| BU02890007    | Uitbreidingsplan-Noordwest                            | 4640       | 111              | 107            | Locatie in de gemeente |
| BU02890100    | Wageningen Hoog                                       | 1180       | 158              | 158            | Locatie in de gemeente |
| BU02890105    | Verspreide huizen Hogesteeg De Keyzer en omgeving     | 230        | 99               | 99             | Locatie in de gemeente |
| BU02890106    | Verspreide huizen vroegere Nude-gebied                | 270        | 220              | 220            | Locatie in de gemeente |
| BU02890107    | Verspreide huizen Het Binnenveld                      | 960        | 827              | 825            | Locatie in de gemeente |
| BU02890108    | Verspreide huizen Wageningse Berg, De Eng en omgeving | 890        | 661              | 661            | Locatie in de gemeente |
| BU02890109    | Verspreide huizen Uiterwaarden                        | 100        | 620              | 443            | Locatie in de gemeente |

1. ↑  CBS Statline Wageningse buurten 2024. opendata.cbs.nl. Geraadpleegd op 19 februari 2025.